# Kostel Narození Panny Marie (Roudnice nad Labem)
Kostel Narození Panny Marie v Roudnici nad Labem v okrese Litoměřice je původně klášterní římskokatolický farní kostel. Byl založen spolu s klášterem augustiniánů v roce 1333 z rozhodnutí pražského biskupa Jana IV. z Dražic.

## Popis a poloha
Kostel se nachází nedaleko Labe na rohu Komenského a Havlíčkovy ulice a má tři lodě ukončené dobře prosvětleným kněžištěm. Zejména díky dvěma věžím v západním průčelí je dominantou této části města.

## Historie

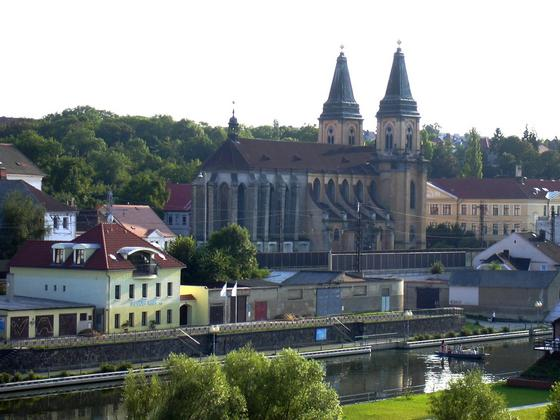
Kostel na levém břehu Labe

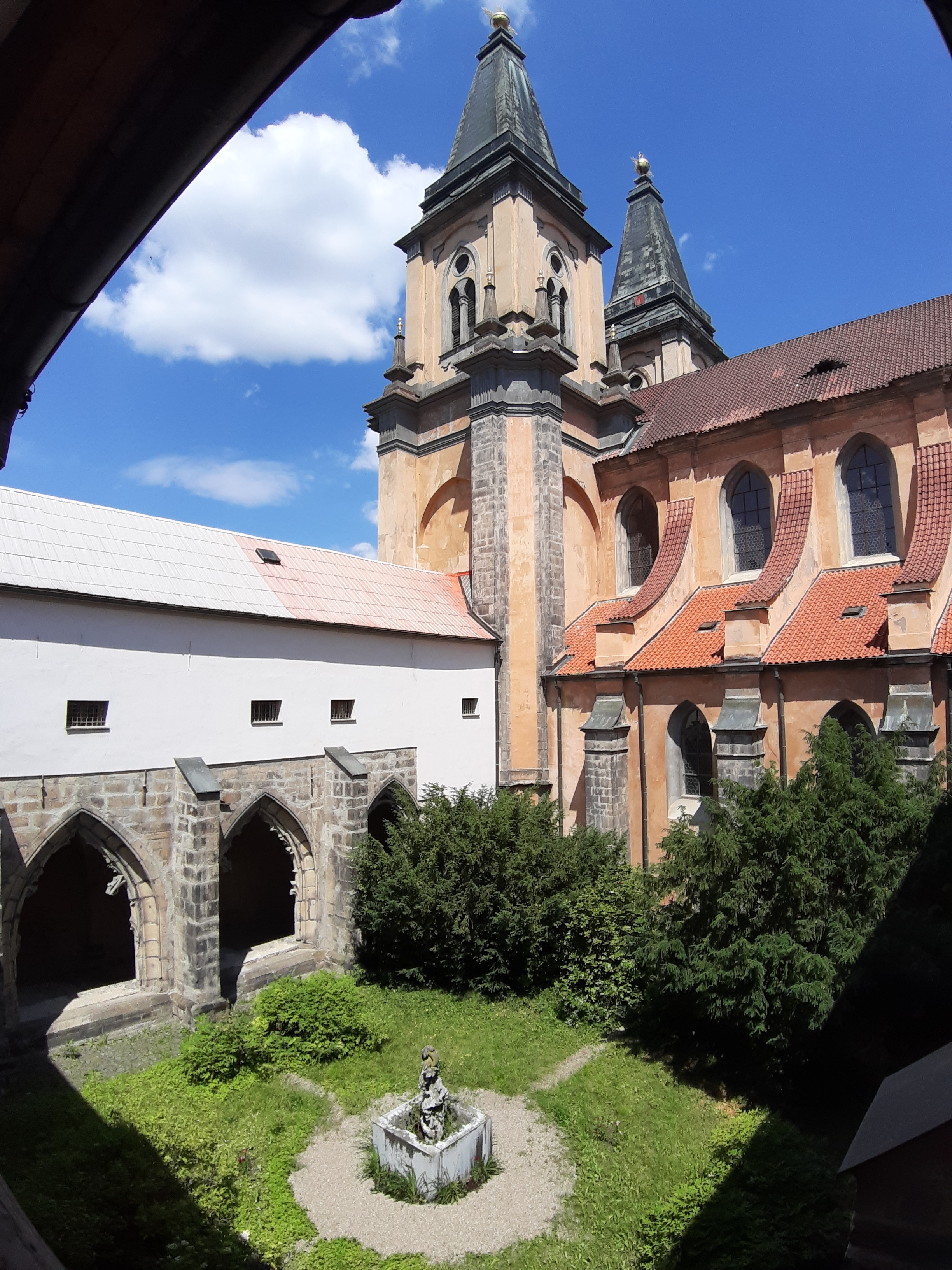
Kostel Narození Panny Marie s klášterním ambitem (rok 2020)

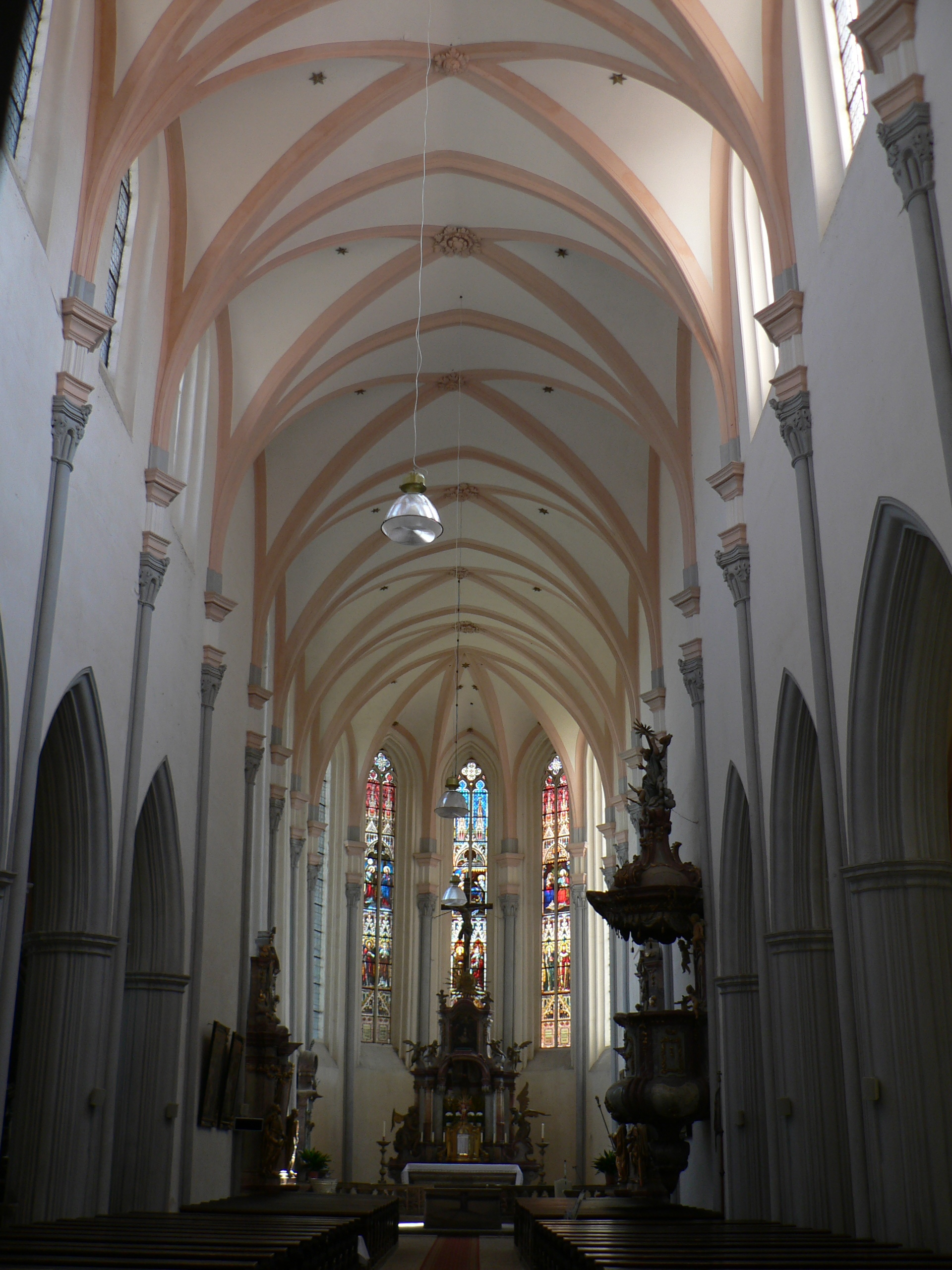
Interiér kostela

Byl budován spolu s klášterem augustiniánů na místě bývalého románského kostelíka, který byl po úpravě pojat do nové stavby jako sakristie. Společně se založením rozhodl biskup o přivtělení roudnické fary ke klášteru, které učinil se svolením pražské kapituly listinou ze dne 8. ledna 1334. Kostel byl zasvěcen Narození Panny Marie již roku 1340, a celá stavba kostela i kláštera byla v hrubých rysech dokončena v 60. letech 14. století. Stavební práce však pokračovaly až do husitských válek.
Stavba kostela byla poškozena nejprve nájezdem husitů v roce 1421, který zasáhl především klášter, následně také několika požáry. Jako farní kostel v rukou katolíků fungoval do roku 1467, kdy byl předán utrakvistům. Později jej zasáhl další ničivý požár, a to v roce 1676. V letech 1725 až 1734 byl barokně přestavěn a jeho poslední větší oprava se uskutečnila v roce 1938.
Proboštství zde existovalo v letech 1333 až 1467 a dále pak od roku 1594 jako sekulární, od 1. července 1994 přeměněné na farnost. Klášter je výjimečnou památkou gotického umění a barokní gotiky.

## Duchovní správci
Od 1. listopadu 1968 působil jako administrátor a od 1. září 1975 až do roku 1990 jako farář ve zdejší farnosti Bohumil Kolář, pozdější kanovník Metropolitní kapituly u svatého Víta v Praze, který byl dne 24. prosince 1983 potvrzen v hodnosti probošta roudnického.
Někteří další faráři a administrátoři:
- Jakub Pachl (proboštem kolem roku 1883)
- Václav Chroust (farářem kolem roku 1997)
- Jan Svoboda (farářem do 31. srpna 2005, poté až do 30. září 2007 farářem v Rakovníku; do 31. července 2005 též okrskovým vikářem vikariátu Podřipsko; narozen 20. října 1953, vysvěcen 26. června 1983)
- Ing. Mgr. Marek Miškovský (administrátorem od 1. září 2005 do 30. června 2008, předtím od 1. července 2003 farním vikářem ve farnosti u kostel sv. Antonína Paduánského v Praze-Holešovicích, poté administrátorem v Sedlčanech; vysvěcen 21. června 2003)
- Karel Kočí (administrátorem od 1. července 2008 do 30. června 2011)
- Mikuláš Uličný (administrátorem od 1. července 2011 do 30. září 2011)
- Martin Brousil (administrátorem od 1. října 2011)

Někteří farní vikáři:
- Bohumil Kolář (farním vikářem od července 1948 do roku 1950)
- František Hrůza (farním vikářem 1954–1956)
- Karel Biško (novokněz, farním vikářem od 1. července 1997)
- Tomáš Roule (farním vikářem do 15. května 2004, poté osobním sekretářem pražského arcibiskupa; narozen 16. února 1975, vysvěcen 22. června 2002)
- Stanislav Glac (farním vikářem od 1. července 2004 do 30. června 2007, předtím farním vikářem u kostela sv. Františka z Assisi v Praze-Chodově, poté administrátorem v Hostivici; narozen 13. listopadu 1975, vysvěcen 21. června 2003)
- Mariusz Stanisław Walczak FDP (farním vikářem od 1. července 2007 do 30. června 2009, předtím od 2. dubna 2007 farním vikářem v Kolíně, poté administrátorem v Novém Strašecí)
- od 1. července 2009 není ve farnosti ustanoven farní vikář.

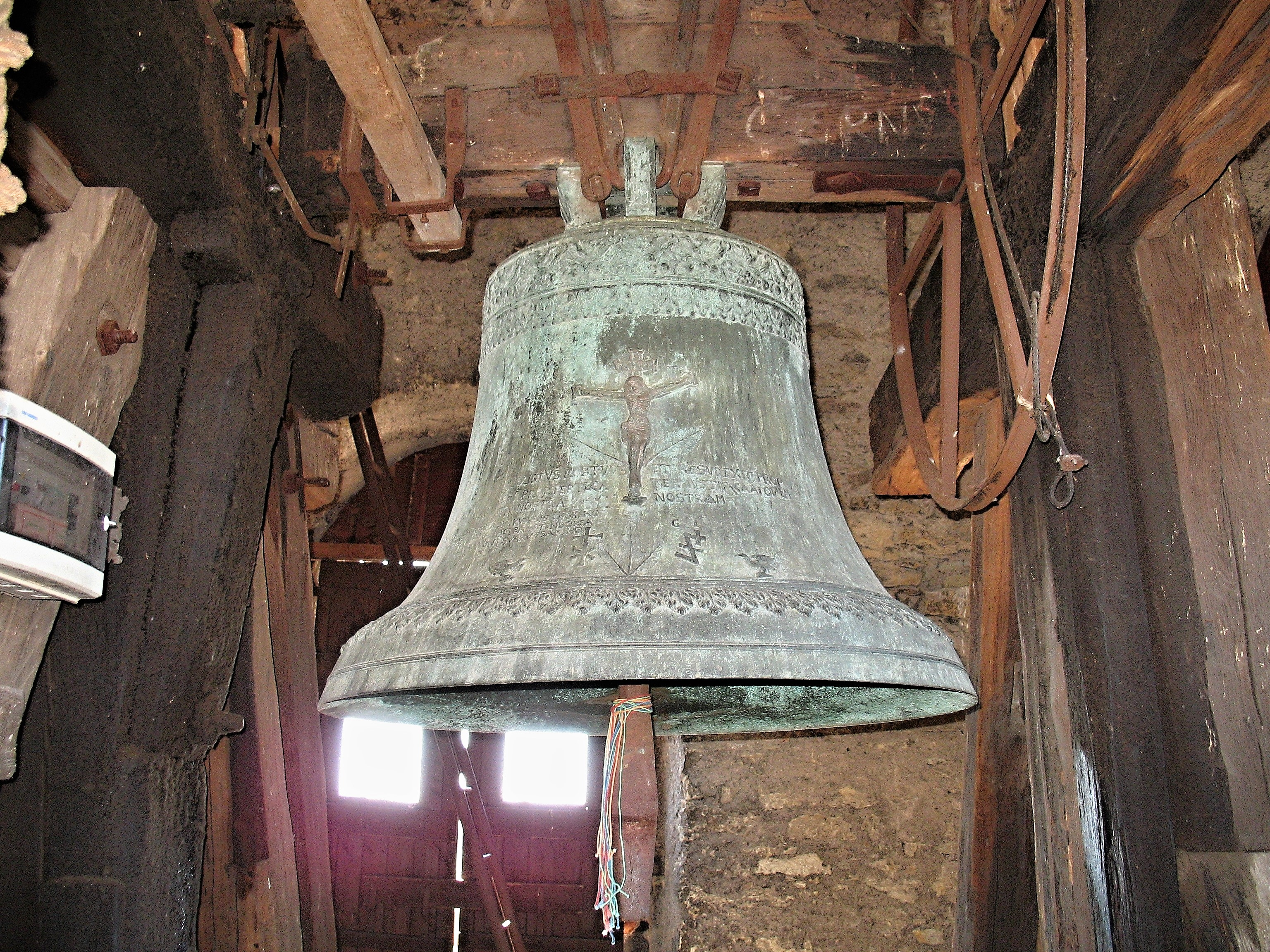
Jeden ze zvonů z 16. století na zvonici v areálu bývalého kláštera